# 三遊亭楽春
三遊亭 楽春（さんゆうてい らくはる、1963年 7月12日- ）は、円楽一門会に所属する落語家、講演家。出囃子は『鍛冶屋』。

## 芸歴
- 1985年∶五代目三遊亭圓楽に入門[1]、前座名は「竹楽」[1]。
- 1988年∶二ツ目に昇進[1]、「優」に改名[1]。
- 1992年∶真打に昇進[1]。
- 1997年∶「楽春」と改名[1]。

## 保有資格
- メンタル心理カウンセラー[1]
- 福祉心理カウンセラー[1]
- 産業心理カウンセラー[1]
- 心理カウンセラー[1]
- 安全衛生推進者（東京労働基準協会連合会・講習受講）[1]
- メンタルヘルス・マネジメント（セルフケア）[1]
- ストレスケア・マネージメント[1]
- 健康介護コンシェルジュ3級[1]
- 認知症介助士[1]
- 生活習慣病予防アドバイザー[1]
- ホームヘルスケア・プランナー[1]
- 健康生活支援講習支援員（赤十字・受講更新3回）[1]
- 救急法救急員（赤十字・受講更新3回）[1]
- AED管理士初級[1]
- 健康リズムカウンセラー[1]
- 生活リズムアドバイザー[1]
- 健康検定1級[1]
- 食生活アドバイザー3級[1]
- 食育指導士（上級）[1]
- 薬膳インストラクター[1]
- 雑穀マイスター[1]
- チャイルドコーチングアドバイザー[1]
- 食品衛生責任者[1]